# Cesáreo Bachiller
Cesáreo Bachiller Fernández (Buenos Aires, Argentina, 5 de octubre de 1914-Gijón, Asturias, España, 14 de febrero de 2004) fue un futbolista argentino que jugaba de centrocampista.

## Trayectoria
Debutó como futbolista profesional en 1934 con el Lugo S. C. Posteriormente, jugó para el Club Lemos. Tras finalizar la guerra civil española, fichó por el Atlético Aviación, con el que ganó la Liga española y la Copa de los Campeones en la temporada 1939-40. Al término de la campaña fue traspasado al Granada C. F., con el que se proclamó campeón de la Segunda División en la temporada 1940-41 y ascendió a la máxima categoría del fútbol español. En la campaña 1943-44 rescindió su contrato con el Real Gijón y, a continuación, fichó por el Real Madrid C. F., con el que no llegó a jugar ningún partido. A finales de 1944 se incorporó al C. D. Málaga, donde se retiró en 1945.

## Clubes
| Club              | País   | Año       | Partidos | Goles |
| ----------------- | ------ | --------- | -------- | ----- |
| Lugo S. C.        | España | 1934-1935 |          |       |
| Club Lemos        | España | 1935-1936 |          |       |
| Atlético Aviación | España | 1939-1940 | 1        | 0     |
| Granada C. F.     | España | 1940-1942 | 50       | 16    |
| Real Gijón        | España | 1942-1944 | 20       | 8     |
| Real Madrid C. F. | España | 1944      | 0        | 0     |
| C. D. Málaga      | España | 1944-1945 | 4        | 1     |

## Palmarés

### Campeonatos nacionales
| Título                | Club              | País   | Año  |
| --------------------- | ----------------- | ------ | ---- |
| Liga española         | Atlético Aviación | España | 1940 |
| Copa de los Campeones | Atlético Aviación | España | 1940 |
| Segunda División      | Granada C. F.     | España | 1941 |
| Segunda División      | Real Gijón        | España | 1944 |